# Peter Dubovský (vescovo)
Peter Dubovský (Rakovice, 28 giugno 1921 – Ivanka pri Dunaji, 10 aprile 2008) è stato un vescovo cattolico slovacco.

## Biografia
Peter Dubovský nacque a Rakovice il 28 giugno 1921.

### Formazione e ministero sacerdotale
Frequentò la scuola primaria nel suo villaggio natale e quella secondaria nella vicina Vrbové. Nel 1935 venne ammesso nel liceo di Trnava e poi proseguì gli studi a Ružomberok. Nel 1944 si diplomò al ginnasio di Kláštor pod Znievom. In seguito entrò nella Compagnia di Gesù e dal 1947 cominciò gli studi di filosofia e teologia all'Università di Brno.
Il 24 dicembre 1950 venne ordinato presbitero segretamente. Poco dopo fu internato nel convento dei piaristi di Podolínec, trasformato in campo di internamento per religiosi, e successivamente fece il servizio militare nel battaglione tecnico ausiliario.

### Ministero episcopale
Il 18 maggio 1961 ricevette segretamente l'ordinazione episcopale a Praga dal confratello Dominik Kaľata. Inizialmente aveva rifiutato l'ordinazione episcopale dato che gli statuti della Compagnia di Gesù vietano ai suoi membri di accettare uffici e incarichi. Da Roma da papa Giovanni XXIII lo spinse però ad accettare. Nel 1962, in un processo subito con altri membri di ordini religiosi, venne condannato al carcere fino al 1967. Nel 1969 ricevette l'autorizzazione a dedicarsi alle attività pastorali, non come vescovo, ma come cappellano a Nitrianske Pravno e poi come parroco a Nová Lehota, oggi parte della città di Handlová.
Il 12 gennaio 1991 papa Giovanni Paolo II lo nominò vescovo ausiliare di Banská Bystrica e titolare di Carcabia. Dal 1991 al 1999 fu presidente della Società di San Adalberto a Trnava e dal 1993 vicario generale della diocesi di Banská Bystrica. Dal 27 luglio 1995 al 31 agosto 2000 fu segretario generale della Conferenza dei vescovi della Slovacchia. Insegnò anche alla Facoltà di teologia e all'Istituto teologico di Banská Bystrica-Badín.
Il 30 luglio 1997 papa Giovanni Paolo II accettò la sua rinuncia all'incarico per raggiunti limiti d'età.
Nel 2005 si trasferì a Ivanka pri Dunaji. Nello stesso anno il suo villaggio natale lo onorò del titolo di cittadino onorario del comune di Rakovice.
Morì nella casa per sacerdoti gesuiti anziani di Ivanka pri Dunaji alle 18 del 10 aprile 2008. Le esequie si tennero il 16 aprile nella cattedrale di San Giovanni Battista a Trnava. Al termine del rito fu sepolto nella cripta dello stesso edificio accanto al confratello Pavol Hnilica.

## Genealogia episcopale e successione apostolica
La genealogia episcopale è:
- Cardinale Scipione Rebiba
- Cardinale Giulio Antonio Santori
- Cardinale Girolamo Bernerio, O.P.
- Arcivescovo Galeazzo Sanvitale
- Cardinale Ludovico Ludovisi
- Cardinale Luigi Caetani
- Cardinale Ulderico Carpegna
- Cardinale Paluzzo Paluzzi Altieri degli Albertoni
- Papa Benedetto XIII
- Papa Benedetto XIV
- Papa Clemente XIII
- Cardinale Marcantonio Colonna
- Cardinale Giacinto Sigismondo Gerdil, B.
- Cardinale Giulio Maria della Somaglia
- Cardinale Carlo Odescalchi, S.I.
- Cardinale Costantino Patrizi Naro
- Cardinale Lucido Maria Parocchi
- Papa Pio X
- Papa Benedetto XV
- Papa Pio XII
- Arcivescovo Saverio Ritter
- Cardinale Josef Beran
- Arcivescovo Josef Karel Matocha
- Vescovo Robert Pobožný
- Vescovo Pavol Hnilica, S.I.
- Cardinale Ján Chryzostom Korec, S.I.
- Vescovo Dominik Kaľata, S.I.
- Vescovo Peter Dubovský, S.I.

La successione apostolica è:
- Vescovo Jan Blaha (1967)